# 72.° Campeonato Nacional de Rodeo
El 72.° Campeonato Nacional de Rodeo selló la temporada de rodeos de Chile 2019-2020 y se disputó en la Medialuna Monumental de Rancagua.
Inicialmente estaba programado entre el 2 y el 5 de abril de 2020, sin embargo, debido a la Pandemia de COVID-19, la Federación Deportiva Nacional del Rodeo Chileno, mediante un comunicado anunció el 13 de marzo de 2020 que «se suspenderá el campeonato, al igual que los grandes eventos deportivos a nivel nacional e internacional, para posteriormente evaluar y determinar la mejor fecha para la realización de la final nacional chilena».
El 24 de julio de 2021 la asamblea de socios de la Federación Deportiva Nacional del Rodeo Chileno resolvió en su consejo que el 72° Campeonato Nacional pendiente de la temporada 2019-2020, se realizaría entre el 8 y el 10 de octubre de 2021 bajo estrictas medidas sanitarias.
Los campeones fueron los jinetes Pablo Pino y Diego Tamayo, quienes obtuvieron su primer campeonato nacional, montando a "Fantoche" y "Chacarero", obteniendo 35 puntos.
Los segundo campeones fueron José Sánchez y José Carril con 32 puntos y los terceros campeones Fueron Alexi Troncoso y René López con 29 puntos, luego de un desempate.

## Resultados

### Serie de campeones
| Cuarto Animal 2021 | Cuarto Animal 2021                      | Cuarto Animal 2021         | Cuarto Animal 2021              | Cuarto Animal 2021 |
| ------------------ | --------------------------------------- | -------------------------- | ------------------------------- | ------------------ |
| Posición           | Jinetes                                 | Caballos                   | Asociación                      | Puntaje            |
| 1.ª                | Pablo Pino y Diego Tamayo               | "Fantoche" y "Chacarero"   | Santiago Oriente y Santiago Sur | 35                 |
| 2.ª                | José Sánchez y José Carril              | "Tentado" y "Chincolit"    | Santiago Sur y O'Higgins        | 32                 |
| 3.ª                | Alexi Troncoso y René López             | "Portero" y "Entrevistada" | Ñuble y Osorno                  | 29                 |
| 4.ª                | José Tomás Meza y Diego Meza            | "Lanchero" y "Obligao"     | Maipo y Aguanegra               | 29                 |
| 5.ª                | Mario Matzner y Germán Varela           | "Mariachi" y "Tío Lalo"    | Osorno                          | 29                 |
| 6.ª                | Gustavo Valdebenito y Cristóbal Cortina | "Compadre" y "Caballero"   | Malleco                         | 21                 |

### Serie Caballos
- 1.er lugar: Luis Huenchul y Diego Pacheco (Asociación Colchagua) en "Lindas Plumas" y "Rastrojero" con 30 puntos (9+8+12+1).
- 2.º lugar: José Grob y Camilo Padilla (Asociación Osorno) en "Azote" y "Ocicón" con 27 (7+5+7+8).
- 3.er lugar: Luis Rivas y Christian Pooley (Asociación Cautín) en "Protejio" y "Resquicio" con 23 (7+3+6+7).

### Serie Mixta
- 1.er lugar: Criadero Palmas de Peñaflor, Alfredo Moreno y Luis Eduardo Cortés (Asociación Santiago Sur) en "Talero" y "Canciller" con 26+8 puntos (7+6+8+5).
- 2.º lugar: Criadero Alucarpa, Rafael Melo y Sebastián Ibáñez (Asociación Valdivia) en "Elemento" y "Timbalero" con 26+4 (5+4+10+7).
- 3.er lugar: Luis Giagnoni e Iván Carvajal (Asociación Santiago) en "Rico Solterón" y "Cantinero" con 24 (7+3+7+7).

### Serie Criaderos
- 1.er lugar: Criadero Las Callanas, José Tomás Meza y Diego Meza (Asociaciones Maipo y Cordillera) en "Lanchero" y "Obligado" con 32 puntos (7+9+8+8).
- 2.º lugar: Criadero Ramahueico, Felipe Garcés y Juan Durán (Asociación Ñuble) en "Risueña" y "Taquillero" con 31 (8+7+8+8).
- 3.er lugar: Criadero El Peñasco de Santa Sylvia, Pablo Aninat y Alfredo Díaz (Asociaciones Quillota y Santiago Oriente) en "Doña Inés" y "Peumo Marcado" con 27 puntos (8+11+4+4) (corrieron solo por los premios, ya estaban clasificados a la Final como defensores del título nacional).
- 4.º lugar: Criadero Palmas de Peñaflor, Alfredo Moreno y Luis Eduardo Cortés (Asociación Santiago Sur) en "Cacique" y "Retinto" con 26+8 (9+5+11+1).

### Serie Yeguas
- 1.er lugar: Pedro Espinoza y Arturo Ríos (Asociación Maipo) en "Atenta" y "Alameda" con 31 puntos (11+7+8+5).
- 2.º lugar: Criadero La Espuelita, Sebastián Varela y Héctor Guajardo (Asociación Cordillera), en "Tempestad" y "Pulsera" con 28 (9+4+11+4).
- 3.er lugar: Rufino Hernández y Nicolás Barros (Asociación Santiago Sur) en "Cantera" y "Negrita" con 27 (5+8+5+9) (corrieron solo por los premios, ya estaban clasificados a la Final como campeones del Clasificatorio de San Fernando).
- 4.º lugar: Criadero Principio, José Manuel Pozo y Nicolás Pozo (Asociación Talca) en "Ofuscada" y "Trampa" con 25+4 (6+7+5+7).

### Serie Potros
- 1.er lugar: Pablo Pino y Diego Tamayo (Asociaciones Santiago Oriente y Santiago Sur) en "Fantoche" y "Chacarero" con 32 puntos (9+10+11+2).
- 2.º lugar: Criadero Santa Elba, Juan Adolfo Poblete y Sebastián Poblete (Asociación Cautín) en "Calicanto" y "Chapeado" con 31 (11+10+11-1).
- 3.er lugar: Criadero Doña Dominga, Felipe Undurraga y Luis Huechul (Asociación Colchagua) en "Quita Pena" y "Retamo" con 30 (9+3+10+8).

### Primera Serie Libre A
- 1.er lugar: José Omar Sánchez y José Manuel Carril (Asociación O'Higgins) en "Tentado" y "Chincolito" con 24 puntos (7+6+0+11).
- 2.º lugar: Pedro Urrutia e Iñaki Gazmuri (Asociación Cauquenes) en "Camperita" y "Mancera" con 22 (7+1+7+7).
- 3.er lugar: Emiliano Ruiz y Álvaro Baeza (Asociación Santiago Sur) en "Patrañas" y "Tole Tole" con 21 (8+4+1+8).
- 4.º lugar: Nicolás Barros y Rufino Hernández (Asociación Santiago Sur) en "Rescate" y "Agrandaíto" con 21 (11+4+3+3).
- 5.º lugar: Juan Antonio Rehbein y Bruno Rehbein (Asociación Llanquihue y Palena) en "Buen Tipo" y "Escondido" con 20+7 (8+7+1+4).

### Primera Serie Libre B
- 1.er lugar: Mario Matzner y Germán Varela (Asociación Osorno) en "Mariachi" y "Tío Lalo" con 32 puntos (9+5+10+8).
- 2.º lugar: Cristián Leiva y José Manuel Toledo (Asociación Valle Santa Cruz) en "Mariscal" y "Arrendao" con 30 (7+4+10+9).
- 3.er lugar: Schawky Eltit y Nicolás Maggi (Asociación Quillota) en "Buen Día" y "Roto Soy" con 25 (4+9+8+4).
- 4.º lugar: Nicolás Barros y Rufino Hernández (Asociación Santiago Sur) en "Estruendoso" y "Pertiguero" con 25 (5+11+6+3) (corrieron solo por los premios, ya estaban clasificados a la Final como campeones del Clasificatorio de Batuco).
- 5.º lugar: Criadero Lo Miranda, Luis Fernando Corvalán y Gonzalo Rodolfo Vial (Asociación O'Higgins) en "Maitén" y "Lección" con 24 (7+4+7+6).
- 6.º lugar: Criadero Peleco, Gustavo Valdebenito y Cristóbal Cortina (Asociación Malleco) en "Mono Mono" y "Réplica" con 21+8 (4+7+6+4).

### Segunda Serie Libre A
- 1.er lugar: Criadero Peleco, Gustavo Valdebenito y Cristóbal Cortina (Asociación Malleco) en "Pelé" y "Messi" con 33 puntos (8+12+9+4).
- 2.º lugar: Criadero Santa Bárbara de Los Guaicos, con Francisco Cardemil y Alejandro Loaiza (Asociaciones Aguanegra y Valdivia), en "Canela" y "Bochinchero" con 25 (11+10+2+2).
- 3.er lugar: Carlos Salamé y Davis Huerta (Asociación Río Cautín) en "Ronaldiño" y "Callejera" con 25 (10+5+6+4).
- 4.º lugar: Raimundo Reyes y Pedro Pablo Vergara (Asociación Colchagua) en "Pataleo" y "Pintoso" con 24+9 (8+7+1+8).

### Segunda Serie Libre B
- 1.er lugar: Emiliano Ruiz y Pedro Pablo Vergara (Asociaciones Santiago Sur y Colchagua) en "Compañía" y "Intruso" con 34 puntos (6+7+13+8).
- 2.º lugar: Criadero Peleco, Gustavo Valdebenito y Cristóbal Cortina (Asociación Malleco) en "Compadre" y "Caballero" con 26 (9+7+11-1).
- 3.er lugar: Fernando Rodríguez y Claudio Bustos (Asociación Santiago Oriente) en "Manotazo" y "Campo Lindo" con 24 (6+7+6+5).
- 4.º lugar: Criadero Quisquelfún, Alexi Troncoso y René López (Asociaciones Ñuble y Osorno), en "Portero" y "Entrevistada" con 21 (5+8+1+7).

### Movimiento de la rienda femenino
- Campeón: Romané Soto (Asociación Colchagua) en "Farsante" con 56 puntos.
- Segundo campeón: Yeny Troncoso (Asociación Ñuble) en "Caldén" con 49 puntos.

### Movimiento de la rienda menores
- Campeón: Fernanda Oporto (Asociación Cautín) en "Cantinero" con 33 puntos.

### Movimiento de la rienda masculino
- Campeón: Luis Eduardo Cortés (Asociación Santiago Sur) en "Palmeña" con 64 puntos.
- Segundo campeón: Luis Eduardo Cortés (Asociación Santiago Sur) en "Bien Vista" con 60.

## Clasificatorios
Bajo Circular N°11 de fecha 3 de mayo de 2019, la Federación Deportiva Nacional del Rodeo Chileno informó que en una reunión general del directorio se definieron las fechas y sedes de Rodeos Clasificatorios y del Campeonato Nacional.
- 21, 22 y 23 de febrero de 2020: Rodeo Clasificatorio Zona Sur, Pucón (Asociación Cautín).
- 28, 29 de ferero y 1 de marzo de 2020: Rodeo Clasificatorio Zona Centro, San Clemente (Asociación Talca).
- 6, 7 y 8 de marzo de 2020: Rodeo Clasificatorio Zona Norte, Batuco (Asociación Santiago Sur).
- 13, 14 y 15 de marzo de 2020: Rodeo Clasificatorio de Repechaje Zona Centro Sur, Osorno (Asociación Osorno).
- 22, 23 y 24 de marzo de 2020: Rodeo Clasificatorio de Repechaje Zona Centro Norte, San Fernando (Asociación San Fernando).

### Clasificatorio Zona Sur de Pucón
- 1.er lugar: Gonzalo Schwalm y Joaquín Schwalm (Asociación Osorno) en "Cariño Malo" y "Cachureo" con 36 puntos (11+8+8+9).
- 2.º lugar: Juan Antonio Rehbein y Bruno Rehbein (Asociación Llanquihue y Palena) en "Buen Tipo" y "Escondido" con 30 (9+5+9+7) +8.
- 3.er lugar: Ricardo Mohr y Roberto Zúñiga (Asociación Osorno) en "Testaruda" y "Nebulosa" con 30 (6+12+5+7) +5.

### Clasificatorio Zona Centro de San Clemente
- 1.er lugar: Francisco Mena y Matías Navarro (Asociación Aguanegra) en "Talentoso" y "Tentadora" con 29 puntos (7+6+12+4).
- 2.º lugar: Mauricio Medina y Cristian Medina (Asociación Ñuble) en "Más Mejor" y "Contulmo" con 27 puntos (8+7+9+3).
- 3.er lugar: Criadero Principio, José Manuel Pozo y Nicolás Pozo (Asociación Talca) en "Ofuscada" y "Trampa", con 25 puntos (6+5+8+6).

### Clasificatorio Zona Norte de Batuco
- 1.er lugar: Nicolás Barros y Rufino Hernández (Asociación Santiago Sur) en "Estruendoso" y "Pertiguero" con 34 puntos (12+8+8+6).
- 2.º lugar: Nicolás Barros y Rufino Hernández (Asociación Santiago Sur) en "Rescate" y "Agrandaíto" con 33 (8+8+8+9).
- 3.er lugar: Pedro Espinoza y Arturo Ríos (Asociación Maipo) en "Atenta" y "Alameda" con 32 (10+7+7+8).

### Clasificatorio Repechaje Zona Centro Sur de Osorno
- 1.er lugar: Criadero Loma Suave, Claudio Hernández y Joaquín Mallea (Asociación Talca), en "Kenita" y "Julieta", con 30 puntos (7+8+8+7).
- 2.º lugar: Criadero Quisquelfun, Alexi López y René López (Asociación Osorno), en "Portero" y "Entrevistada" con 29 puntos (9+4+7+9).
- 3.er lugar: Jorge Ardura y Cristián Arraño (Asociaciones Río Cautín y Melipilla), en "Firpo" y "Don Pirula", con 27+8 puntos (5+4+9+9).

### Clasificatorio Repechaje Zona Centro Norte de San Fernando
Este rodeo inicialmente fue suspendido por la Pandemia de COVID-19, disputándose más de un año después entre el 27 y el 29 de agosto de 2021.
- 1.er lugar: Rufino Hernández y Nicolás Barros (Asociación Santiago Sur) en "Cantera" y "Negrita" con 39 puntos (8+11+12+8).
- 2.º lugar: Criadero Las Callanas, José Tomás Meza y Gonzalo Vial (Asociación Maipo) en "Lanchero" y "Obligado" con 27 (7+5+8+7).
- 3.er lugar: Criadero Ramahueico, Felipe Garcés y Juan Durán (Asociación Ñuble) en "Risueña" y "Taquillero" con 25 (4+7+6+8).

## Cuadro de honor temporada 2019-2020

### Jinetes
- 1.º Pablo Pino
- 2.º Diego Tamayo
- 3.º José Sánchez
- 4.º José Carril
- 5.º Alexi Troncoso
- 6.º René López
- 7.º Germán Varela y José Tomás Meza
- 8.º Mario Matzner
- 9.º Gustavo Valdebenito
- 10.º Diego Meza

### Caballos
- 1.º Tentado
- 2.º Chincolito
- 3.º Lanchero
- 4.º Obligao
- 5.º Compadre
- 6.º Buen Tipo
- 7.º Buen Día
- 8.º Rastrojero
- 9.º Roto Soy
- 10.º Talero

### Yeguas
- 1.º Entrevistada
- 2.º Trampa
- 3.º Ofuscada
- 4.º Atenta
- 5.º Alameda
- 6.º Risueña
- 7.º Tempestad
- 8.º Réplica
- 9.º Pulsera
- 10.º Doña Inés

### Potros
- 1.º Fantoche
- 2.º Chacarero
- 3.º Tío Lalo
- 4.º Mariachi
- 5.º Portero
- 6.º Caballero
- 7.º Calicanto
- 8.º Instruso
- 9.º Mono Mono
- 10.º Chapeado